# Compus prismatic de antiprisme
În geometrie un compus prismatic de antiprisme este o categorie a compușilor poliedrici uniformi. Fiecare membru al acestei familii infinite de compuși poliedrici uniformi este un aranjament simetric de antiprisme care au o axă comună de simetrie de rotație.

## Familia infinită
Această familie infinită poate fi enumerată astfel:
Pentru fiecare număr întreg pozitiv n ≥ 1 și pentru fiecare număr rațional p/q > 3/2 (unde p și q sunt coprime), apare compusul de antiprisme n p/q-gonale, cu grupul de simetrie:
- Dnpd dacă nq este impar
- Dnph dacă nq este par

unde p/q = 2, componentul este tetraedrul (sau antiprisma digonală). În acest caz, dacă n = 2 atunci compusul este stella octangula, cu simetrie mai mare (Oh).

## Compuși de două antiprisme
Compușii de două n-antiprisme au vârfurile în comun cu o 2n-prismă și există ca două seturi de vârfuri alternante.
Coordonatele carteziene pentru vârfurile unei antiprisme cu baze n-gonale și fețele laterale triunghiuri isoscele sunt
{\displaystyle \left(\cos {\frac {k\pi }{n}},\sin {\frac {k\pi }{n}},(-1)^{k}h\right)}
{\displaystyle \left(\cos {\frac {k\pi }{n}},\sin {\frac {k\pi }{n}},(-1)^{k+1}h\right)}
cu k având valori de la 0 la 2n−1. Dacă triunghiurile sunt echilaterale,
{\displaystyle 2h^{2}=\cos {\frac {\pi }{n}}-\cos {\frac {2\pi }{n}}.}
| ·                                 | ·                                     | ·                    | ·                       | ·                                 |
| --------------------------------- | ------------------------------------- | -------------------- | ----------------------- | --------------------------------- |
|                                   |                                       |                      |                         |                                   |
| 2 antiprisme digonale (tetraedre) | 2 antiprisme triunghiulare (octaedre) | 2 antiprisme pătrate | 2 antiprisme hexagonale | 2 antiprisme stelate pentagramice |

### Compuși de două trapezoedre (duali)
Dualii compușilor prismatici de antiprisme sunt compuși de trapezoedre:
| Două cuburi (trapezoedre trigonale) |

## Compuși de trei antiprisme
Pentru compușii cu trei antiprisme diagonale, acestea sunt rotite cu 60 de grade, în timp ce trei antiprisme triunghiulare sunt rotite cu 40 de grade.
|                |               |
| Trei tetraedre | Trei octaedre |